# Scugog (Ontário)

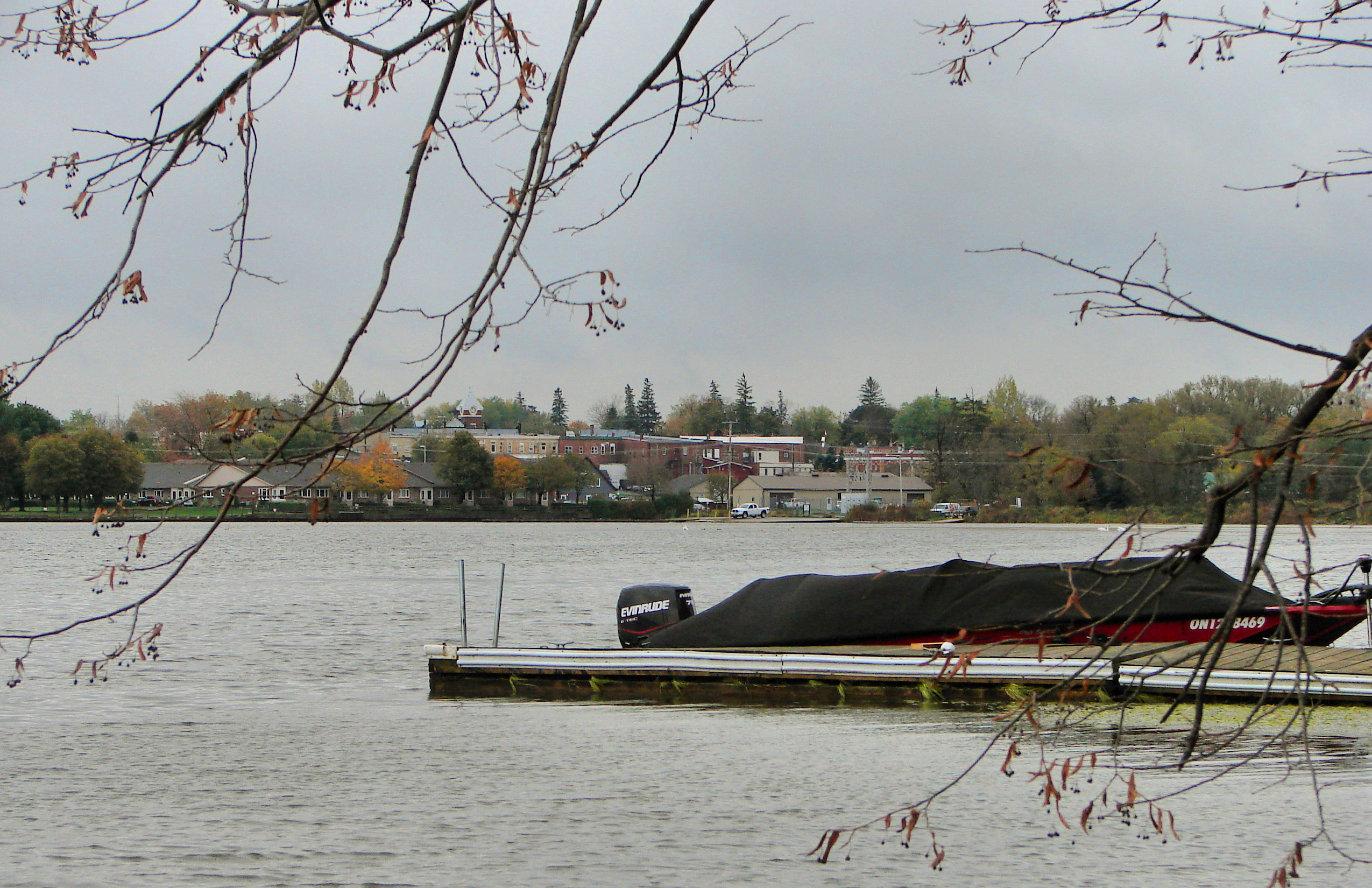
Port Perry

Scugog é um município canadense da província de Ontário que faz parte da Municipalidade Regional de Durham e da região metropolitana de Toronto. Tem uma área de 474,62 km² e sua população, segundo o censo de 2001, era de 20.173 habitantes.